# Peter Forsman
Peter Forsman, född 1716, död 16 maj 1773 i Karlstad, Närkes och Värmlands län, var en svensk snickare, instrumentmakare och orgelbyggare i Karlstad. Han hör till den nordtysk-svenska blandtraditionen inom klavermakeri.

## Biografi
Peter Forsman föddes 1716. Han var 1748–1749 orgelbyggargesäll hos orgelbyggaren Olof Hedlund i Stockholm. 1748 arbetade Forsman på orgeln i Karlstads domkyrka under ledning av Hedlund. Forsman har studerat utomlands under 9 år. Han fick burskap som idkare av snickararbete 17 oktober 1748 i Karlstad. Forman kom även att arbeta som instrumentmakare i staden. Forsman arbetade sedan som snickarmästare i Karlstad från 1748 fram till sin död. Forsman avled av feber den 16 maj 1773 i Karlstad och begravdes 20 maj samma år.

### Familj
Forsman gifte sig 5 september 1749 i Karlstad med Greta Maria Goldamer (1725–1773). De fick tillsammans barnen Stina Cajsa Forsman (född 1749), Greta Catarina Forsman (1750–1751), Lisa Cajsa Forsman (född 1752, död i Karlskoga), Britta Maria Forsman (1754–1755), Jan Peter Forsman (född 1755), Carl Fredric Forsman (född 1757), Gottfrid Forsman (född 1759), Jakob Forsman (född 1761), Abraham Forsman (född 1764) och Isac Forsman (född 1766).

## Instrument

### Klavikord
Forsman byggde klavikord i den nordtysk-svenska blandtraditionen. Han placerad stämnaglarna parallellt på klavikord. Forsman hade fått kunskap i klavermakeri från Vetenskapsakademin publicerade handlingar mellan 1739 och 1756.
| År           | Bild | Omfång | Klaverstämpel | Kortal | Oktavbredd | Vågbalk | Bakre tangentstyrning | Ådring | Övrigt |
| ------------ | ---- | ------ | ------------- | ------ | ---------- | ------- | --------------------- | ------ | --- |
| Omkring 1760 |      | C-e3   | Liljevariant  | 2      | 161        | 2       | Fena av trä           | 150/30 | Den är 154,7 cm lång och 47,6 cm bred. Den ägs idag av Skaraborgs länsmuseum. Man har hittat rullar av strängtråd med olika dimensioner i instrumentet. |

## Medarbetare
- Martinus (Mårten) (född 1727), var mellan 1750 och 1755 dräng hos Forsman.[5][6]
- Andreas Tenstedt (född 1733), var mellan 1754 och 1755 dräng hos Forsman.[5][6]
- Anders Hallberg (född 1738), var mellan 1756 och 1759 lärogosse hos Forsman.[7]
- Nils Gefwerström (född 1742), var 1758 lärogosse hos Forsman.[7][8]
- Niclas Holm var gesäll hos Forsman.[8]
- Olof Olofsson (född 1740), var 1761 lärogosse hos Forsman.
- Nils Halsberg (född 1744), var mellan 1762 och 1763 lärogosse hos Forsman.[8]
- Erik Ersson (född 1746), var mellan 1762 och 1763 lärogosse hos Forsman.[8]
- Anders Jonsson (född 1748), var lärogosse hos Forsman. Han gjorde en utlandsresa till Köln 26 september 1769.[9]